# Rima Carmen
Die Rima Carmen ist eine kleine Mondrille, die durch einen Ausläufer des Mare Serenitatis an dessen östlichem Rand, östlich des Mons Argaeus verläuft. Sie erstreckt sich in nordsüdlicher Richtung über etwa 15 Kilometer.
Östlich von ihr liegt die Rima Rudolf.
Die namentliche Bezeichnung geht auf eine ursprünglich inoffizielle Bezeichnung auf Blatt 42C3/S3 der Topophotomap-Kartenserie der NASA zurück, die von der IAU 1976 übernommen wurde.